# Бату хан
Бату хан е монголски владетел, син на Джучи и внук на Чингис хан. В поредица успешни военни кампании в хода на монголските нашествия той установява контрол в Източна и Централна Европа и поставя основите на Кипчакското ханство, известно в Европа като Златната орда.

## Биография
През 1235 Бату е поставен начело на северозападната част от Монголската империя. Подчинените му армии, водени от военачалника Субедей, пресичат Волга и през 1236 подчиняват Волжка България. След това те нападат Киевска Рус и разрушават Рязан (1237), Владимир (1238) и столицата Киев (1240). През следващите два века руските княжества са принудени да плащат васални данъци на монголите, макар че запазват различна степен на вътрешна автономия.
След падането на Киев походът на монголите продължава към Централна Европа, като те се разделят на три групи. Първата установява контрол над Полша, след като побеждава в битката при Легница съюзническа армия, водена от Хенрих Благочестиви, херцог на Силезия и велик магистър на Тевтонския орден (9 април 1241). Втората армия пресича Карпатите, а третата се придвижва по течението на река Дунав. Водени от Бату, те нанасят поражение на унгарския крал Бела IV в битката при Мохач на 11 април 1241.
Към пролетта на 1242 армиите на Бату вече контролират територията на днешна Австрия и Далмация и предприемат нападения в Чехия. В този момент до него достига вестта за смъртта на върховния хан на Монголската империя Угедей хан. Като потенциален негов наследник Бату се завръща в Централна Азия, но в крайна сметка не става върховен хан. През 1242 той установява своята столица в град Сарай на река Волга, като с това поставя началото на Златната орда. През следващите години Бату хан полага усилия да консолидира монголската власт във вече завладените територии. Бату хан умира през 1255.
Наследник на Бату хан е неговият син Сартак хан, който е християнин и има големи противоречия със своя чичо Берке хан, който вече е мюсюлманин. Берке отравя Сартак, след което поема властта в Златната орда. Братът на Бату хан, Берке хан приема исляма за своя религия, защото по-голямата част от завладяното местно населението са мюсюлмани. По този начин Берке успява да укрепи и обедини по-лесно новосъздадената Златна орда.